# È sempre bel tempo
È sempre bel tempo (It's Always Fair Weather) è un film del 1955 diretto da Stanley Donen e Gene Kelly.

## Trama
Tre ex G.I. (soldati statunitensi), Ted Riley, Doug Hallerton e Angie Valentine avevano prestato servizio insieme nell'esercito degli Stati Uniti d'America durante la seconda guerra mondiale ed erano diventati ottimi amici. All'inizio del film, ambientato in ottobre 1945, essi danzano nella strada per celebrare il loro congedo dall'esercito (The Binge) e s'incontrano nel loro bar preferito di New York. Qui si giurano una reciproca, eterna amicizia e, prima di lasciarsi, promettono di ritrovarsi tutti e tre esattamente dieci anni dopo nello stesso posto.
Negli anni dopo la guerra i tre uomini hanno preso strade diverse (10-Year Montage). Riley, che avrebbe voluto diventare un avvocato idealista, è diventato un promotore di combattimenti di pugilato e uno scommettitore e frequenta un ambiente con personaggi poco raccomandabili. Hallerton, che aveva avuto l'intenzione di diventare un pittore, si è impiegato in un'attività piuttosto stressante nel campo della pubblicità e il suo matrimonio si sta sgretolando. Valentine, che aveva desiderato di diventare uno chef di grido, gestisce un chiosco dove vende hamburger a Schenectady, nello stato di New York, e che lui chiama Il Cordon Bleu, ed è sposato con figli.
I tre uomini mantengono la promessa e si trovano nel bar esattamente dieci anni dopo e presto si rendono conto non solo di non aver più nulla in comune fra loro, ma anche di detestarsi reciprocamente. Hallerton e Riley vedono Valentine come un "rozzo contadino", mentre Riley e Valentine pensano che Hallerton sia uno snob e infine Hallerton e Valentine pensano che Riley sia diventato un teppista. Seduti insieme a un tavolo in un ristorante caro, come ospiti di Hallerton, masticano sedano esprimendo il loro disappunto in I Shouldn't Have Come ("Non sarei mai dovuto venire"), sulle note del brano Sul bel Danubio blu.
Nel ristorante incontrano alcuni collaboratori dell'agenzia pubblicitaria di Hallerton, tra cui Jackie Leighton (Charisse), un'attraente e intelligente collega dell'agenzia pubblicitaria. Jackie propone ai tre di presentarsi più tardi a una trasmissione televisiva, ospiti di Madeline Bradville (Gray). Lei e Riley diventano gradualmente coinvolti, sebbene sulle prime Jackie pare motivata a volere solo Riley al suo spettacolo. Lei raggiunge Riley nella palestra di Lou Stillman, dove dimostra una profonda conoscenza della boxe mentre saltella con nerboruti pugili (Baby You Knock Me Out).
Riley finisce nei guai con dei gangster poiché si rifiuta di truccare un incontro di pugilato. Cercando di sfuggire ai malviventi da un circuito di pattinaggio a rotelle, finisce con i pattini sulle strade di Manhattan, ove si rende conto che l'affetto che Jackie gli dimostra ha provocato in lui l'autostima ed egli danza esuberante sui pattini a rotelle (I Like Myself). Hallerton, nel frattempo, comincia ad avere diffidenza circa la sua vita aziendale (Situation-Wise).
I tre uomini sono riluttanti a presentarsi all'appuntamento in TV, mentre i gangster raggiungono Riley negli studi della medesima. I tre affrontano i delinquenti, il che li riporta di nuovo insieme come in guerra e fuggono dagli studi quando arriva la polizia. Alla fine essi ritornano amici, ma riprendono le loro strade separati, senza pianificare nuovi, più o meno prossimi, incontri (The Time for Parting).

## Produzione
La riprese del film, prodotto dalla Metro-Goldwyn-Mayer con il titolo di lavorazione Fair Weather, durarono dal 13 ottobre 1954 a inizio maggio 1955.
L'idea di partenza di È sempre bel tempo era stata quella di dare un seguito a Un giorno a New York, diretto da Gene Kelly e Stanley Donen nel 1949, film che aveva come protagonisti lo stesso Kelly insieme a Frank Sinatra e Jules Munshin nel ruolo di tre marinai in licenza. I marinai, nel nuovo film, diventarono tre soldati e, dato che Munshin non era disponibile e che Sinatra non aveva accettato la parte, il trio di È sempre bel tempo fu formato tutto da ballerini; i nuovi compagni di Kelly furono Michael Kidd, qui al suo debutto come coreografo per il cinema, e Dan Dailey, prestato alla Metro-Goldwyn-Mayer dalla Twentieth Century Fox.

## Distribuzione
Il copyright del film, richiesto dalla Loew's Inc., fu registrato l'8 agosto 1955 con il numero LP5286.
Distribuito dalla Metro-Goldwyn-Mayer, il film venne presentato in prima il 1º settembre 1955. Il giorno seguente, uscì nelle sale cinematografiche USA, presentato poi a New York il 15 settembre.